# Казарма 30 км
Казарма 30 км или Казарма 30-й км — населённый пункт в составе Пермского городского округа в Пермском крае России.

## Географическое положение
Населённый пункт расположен в лесной местности, при остановочном пункте пригородных поездов «30 км».

## История
Поселение возникло при строительстве железной дороги от Перми.
Представляет собой участок лесного фонда в квартале № 46 Левшинского лесничества Пермского лесхоза, где располагается кооператив пчеловодов «30 километр».
Согласно Закону Пермского края от 16.10.2009 № 499-ПК «О внесении изменений в отдельные законодательные акты
Пермской области и Коми-Пермяцкого автономного округа» Казарма 30 км вошла в состав территории Пермского городского округа.

## Население
| 2010 |
| ---- |
| 5    |

## Инфраструктура
Путевое хозяйство Пермского региона обслуживания Свердловской железной дороги.
Кооператив пчеловодов «30 километр».

## Транспорт
Железнодорожный транспорт.